# Bouillé-Courdault
Bouillé-Courdault è un comune francese di 473 abitanti situato nel dipartimento della Vandea nella regione dei Paesi della Loira.

## Società

### Evoluzione demografica
Abitanti censiti